# Dasytes nigroaeneus
Dasytes nigroaeneus é uma espécie de insetos coleópteros polífagos pertencente à família Dasytidae.
A autoridade científica da espécie é Kuster, tendo sido descrita no ano de 1850.
Trata-se de uma espécie presente no território português.